# 竇穆
竇穆（23年—?），东汉扶風平陵（今陝西咸陽西北）人，窦融长子。孫女是漢章帝竇皇后。

## 生平
窦穆娶内黄公主。曾任城门校尉。汉明帝永平五年（62年），属托郡县、干乱政事。窦穆以自己封在安丰，想要让姻戚都据故六安国，于是矫称太后阴丽华诏，令六安侯刘盱离婚，以自己的女儿嫁给他。刘旴原妻家上书控告，明帝闻后大怒，将窦穆兄弟免除官职，窦氏子弟任郎吏者，都撤职携带家属离开京师，遣归故郡扶风平陵居住，只留窦融在洛阳。窦穆等西至函谷关，汉明帝下诏追还。窦融死后，窦穆不能修尚，拥富资居豪宅，汉明帝常令谒者监护其家。后来谒者奏窦穆父子心怀怨望，遂被遣归本郡。窦穆贿赂小吏，和儿子竇宣以罪下平陵狱而死。其子竇勛、竇宣、窦霸、窦褒、竇嘉。

## 家族
- 扶风窦氏世系图